# All Good Things (Come to an End)
All Good Things (Come to an End) is een single van Nelly Furtado. Het was in Nederland de derde single van haar derde studioalbum Loose. Oorspronkelijk was het een duet met Coldplay-zanger Chris Martin, maar zijn platenmaatschappij voorkwam dit.

## Prestaties
De single bereikte in de Single Top 100 redelijk vlot de nummer 1-positie en stond daar in totaal vijf weken. In de Nederlandse Top 40 bleef hij aanvankelijk steken op de tweede positie en zakte vervolgens geleidelijk terug naar nummer vier. In de negende week steeg de single echter plotseling door naar de toppositie. In Nederland werd All Good Things (Come to an End) Furtado's enige nummer 1-notering en grootste hit. De single bereikte eveneens de nummer 1-status in de Vlaamse hitlijsten.

## Tracklist
1. "All Good Things (Come to an End)" (Radio Edit)
2. "Maneater" (Radio 1 Live Lounge Session)

## Hitlijsten

### Hitnotering
| "All Good Things (Come to an End)" in de Nederlandse Top 40 - binnen: 16 december 2006 | "All Good Things (Come to an End)" in de Nederlandse Top 40 - binnen: 16 december 2006 | "All Good Things (Come to an End)" in de Nederlandse Top 40 - binnen: 16 december 2006 | "All Good Things (Come to an End)" in de Nederlandse Top 40 - binnen: 16 december 2006 | "All Good Things (Come to an End)" in de Nederlandse Top 40 - binnen: 16 december 2006 | "All Good Things (Come to an End)" in de Nederlandse Top 40 - binnen: 16 december 2006 | "All Good Things (Come to an End)" in de Nederlandse Top 40 - binnen: 16 december 2006 | "All Good Things (Come to an End)" in de Nederlandse Top 40 - binnen: 16 december 2006 | "All Good Things (Come to an End)" in de Nederlandse Top 40 - binnen: 16 december 2006 | "All Good Things (Come to an End)" in de Nederlandse Top 40 - binnen: 16 december 2006 | "All Good Things (Come to an End)" in de Nederlandse Top 40 - binnen: 16 december 2006 | "All Good Things (Come to an End)" in de Nederlandse Top 40 - binnen: 16 december 2006 | "All Good Things (Come to an End)" in de Nederlandse Top 40 - binnen: 16 december 2006 | "All Good Things (Come to an End)" in de Nederlandse Top 40 - binnen: 16 december 2006 | "All Good Things (Come to an End)" in de Nederlandse Top 40 - binnen: 16 december 2006 | "All Good Things (Come to an End)" in de Nederlandse Top 40 - binnen: 16 december 2006 | "All Good Things (Come to an End)" in de Nederlandse Top 40 - binnen: 16 december 2006 | "All Good Things (Come to an End)" in de Nederlandse Top 40 - binnen: 16 december 2006 | "All Good Things (Come to an End)" in de Nederlandse Top 40 - binnen: 16 december 2006 | "All Good Things (Come to an End)" in de Nederlandse Top 40 - binnen: 16 december 2006 |
| Week                                                                                   | 1                                                                                      | 2                                                                                      | 3                                                                                      | 4                                                                                      | 5                                                                                      | 6                                                                                      | 7                                                                                      | 8                                                                                      | 9                                                                                      | 10                                                                                     | 11                                                                                     | 12                                                                                     | 13                                                                                     | 14                                                                                     | 15                                                                                     | 16                                                                                     | 17                                                                                     | 18                                                                                     |                                                                                        |
| -------------------------------------------------------------------------------------- | -------------------------------------------------------------------------------------- | -------------------------------------------------------------------------------------- | -------------------------------------------------------------------------------------- | -------------------------------------------------------------------------------------- | -------------------------------------------------------------------------------------- | -------------------------------------------------------------------------------------- | -------------------------------------------------------------------------------------- | -------------------------------------------------------------------------------------- | -------------------------------------------------------------------------------------- | -------------------------------------------------------------------------------------- | -------------------------------------------------------------------------------------- | -------------------------------------------------------------------------------------- | -------------------------------------------------------------------------------------- | -------------------------------------------------------------------------------------- | -------------------------------------------------------------------------------------- | -------------------------------------------------------------------------------------- | -------------------------------------------------------------------------------------- | -------------------------------------------------------------------------------------- | -------------------------------------------------------------------------------------- |
| Nummer                                                                                 | 16                                                                                     | 4                                                                                      | 2                                                                                      | 2                                                                                      | 2                                                                                      | 3                                                                                      | 4                                                                                      | 4                                                                                      | 1                                                                                      | 1                                                                                      | 2                                                                                      | 3                                                                                      | 4                                                                                      | 10                                                                                     | 16                                                                                     | 21                                                                                     | 32                                                                                     | 37                                                                                     | uit                                                                                    |

| "All Good Things (Come to an End)" in de Single Top 100 - binnen: 9 december 2006 | "All Good Things (Come to an End)" in de Single Top 100 - binnen: 9 december 2006 | "All Good Things (Come to an End)" in de Single Top 100 - binnen: 9 december 2006 | "All Good Things (Come to an End)" in de Single Top 100 - binnen: 9 december 2006 | "All Good Things (Come to an End)" in de Single Top 100 - binnen: 9 december 2006 | "All Good Things (Come to an End)" in de Single Top 100 - binnen: 9 december 2006 | "All Good Things (Come to an End)" in de Single Top 100 - binnen: 9 december 2006 | "All Good Things (Come to an End)" in de Single Top 100 - binnen: 9 december 2006 | "All Good Things (Come to an End)" in de Single Top 100 - binnen: 9 december 2006 | "All Good Things (Come to an End)" in de Single Top 100 - binnen: 9 december 2006 | "All Good Things (Come to an End)" in de Single Top 100 - binnen: 9 december 2006 | "All Good Things (Come to an End)" in de Single Top 100 - binnen: 9 december 2006 | "All Good Things (Come to an End)" in de Single Top 100 - binnen: 9 december 2006 | "All Good Things (Come to an End)" in de Single Top 100 - binnen: 9 december 2006 | "All Good Things (Come to an End)" in de Single Top 100 - binnen: 9 december 2006 | "All Good Things (Come to an End)" in de Single Top 100 - binnen: 9 december 2006 | "All Good Things (Come to an End)" in de Single Top 100 - binnen: 9 december 2006 |
| Week                                                                              | 1                                                                                 | 2                                                                                 | 3                                                                                 | 4                                                                                 | 5                                                                                 | 6                                                                                 | 7                                                                                 | 8                                                                                 | 9                                                                                 | 10                                                                                | 11                                                                                | 12                                                                                | 13                                                                                | 14                                                                                | 15                                                                                | 16                                                                                |
| --------------------------------------------------------------------------------- | --------------------------------------------------------------------------------- | --------------------------------------------------------------------------------- | --------------------------------------------------------------------------------- | --------------------------------------------------------------------------------- | --------------------------------------------------------------------------------- | --------------------------------------------------------------------------------- | --------------------------------------------------------------------------------- | --------------------------------------------------------------------------------- | --------------------------------------------------------------------------------- | --------------------------------------------------------------------------------- | --------------------------------------------------------------------------------- | --------------------------------------------------------------------------------- | --------------------------------------------------------------------------------- | --------------------------------------------------------------------------------- | --------------------------------------------------------------------------------- | --------------------------------------------------------------------------------- |
| Nummer                                                                            | 39                                                                                | 11                                                                                | 6                                                                                 | 2                                                                                 | 1                                                                                 | 1                                                                                 | 1                                                                                 | 2                                                                                 | 1                                                                                 | 1                                                                                 | 2                                                                                 | 2                                                                                 | 6                                                                                 | 8                                                                                 | 13                                                                                | 15                                                                                |
| Week                                                                              | 17                                                                                | 18                                                                                | 19                                                                                | 20                                                                                | 21                                                                                | 22                                                                                | 23                                                                                | 24                                                                                | 25                                                                                | 26                                                                                | 27                                                                                | 28                                                                                | 29                                                                                | 30                                                                                | 31                                                                                |                                                                                   |
| Nummer                                                                            | 11                                                                                | 22                                                                                | 26                                                                                | 25                                                                                | 30                                                                                | 42                                                                                | 39                                                                                | 41                                                                                | 44                                                                                | 71                                                                                | 52                                                                                | 68                                                                                | 54                                                                                | 59                                                                                | 80                                                                                | uit                                                                               |

| "All Good Things (Come to an End)" in de Vlaamse Ultratop 50 - binnen: 23 december 2006 | "All Good Things (Come to an End)" in de Vlaamse Ultratop 50 - binnen: 23 december 2006 | "All Good Things (Come to an End)" in de Vlaamse Ultratop 50 - binnen: 23 december 2006 | "All Good Things (Come to an End)" in de Vlaamse Ultratop 50 - binnen: 23 december 2006 | "All Good Things (Come to an End)" in de Vlaamse Ultratop 50 - binnen: 23 december 2006 | "All Good Things (Come to an End)" in de Vlaamse Ultratop 50 - binnen: 23 december 2006 | "All Good Things (Come to an End)" in de Vlaamse Ultratop 50 - binnen: 23 december 2006 | "All Good Things (Come to an End)" in de Vlaamse Ultratop 50 - binnen: 23 december 2006 | "All Good Things (Come to an End)" in de Vlaamse Ultratop 50 - binnen: 23 december 2006 | "All Good Things (Come to an End)" in de Vlaamse Ultratop 50 - binnen: 23 december 2006 | "All Good Things (Come to an End)" in de Vlaamse Ultratop 50 - binnen: 23 december 2006 | "All Good Things (Come to an End)" in de Vlaamse Ultratop 50 - binnen: 23 december 2006 | "All Good Things (Come to an End)" in de Vlaamse Ultratop 50 - binnen: 23 december 2006 | "All Good Things (Come to an End)" in de Vlaamse Ultratop 50 - binnen: 23 december 2006 | "All Good Things (Come to an End)" in de Vlaamse Ultratop 50 - binnen: 23 december 2006 | "All Good Things (Come to an End)" in de Vlaamse Ultratop 50 - binnen: 23 december 2006 |
| Week                                                                                    | 1                                                                                       | 2                                                                                       | 3                                                                                       | 4                                                                                       | 5                                                                                       | 6                                                                                       | 7                                                                                       | 8                                                                                       | 9                                                                                       | 10                                                                                      | 11                                                                                      | 12                                                                                      | 13                                                                                      | 14                                                                                      | 15                                                                                      |
| --------------------------------------------------------------------------------------- | --------------------------------------------------------------------------------------- | --------------------------------------------------------------------------------------- | --------------------------------------------------------------------------------------- | --------------------------------------------------------------------------------------- | --------------------------------------------------------------------------------------- | --------------------------------------------------------------------------------------- | --------------------------------------------------------------------------------------- | --------------------------------------------------------------------------------------- | --------------------------------------------------------------------------------------- | --------------------------------------------------------------------------------------- | --------------------------------------------------------------------------------------- | --------------------------------------------------------------------------------------- | --------------------------------------------------------------------------------------- | --------------------------------------------------------------------------------------- | --------------------------------------------------------------------------------------- |
| Nummer                                                                                  | 41                                                                                      | 29                                                                                      | 20                                                                                      | 13                                                                                      | 6                                                                                       | 6                                                                                       | 2                                                                                       | 1                                                                                       | 1                                                                                       | 1                                                                                       | 2                                                                                       | 2                                                                                       | 3                                                                                       | 4                                                                                       | 3                                                                                       |
| Week                                                                                    | 16                                                                                      | 17                                                                                      | 18                                                                                      | 19                                                                                      | 20                                                                                      | 21                                                                                      | 22                                                                                      | 23                                                                                      | 24                                                                                      | 25                                                                                      | 26                                                                                      | 27                                                                                      | 28                                                                                      | 29                                                                                      |                                                                                         |
| Nummer                                                                                  | 5                                                                                       | 7                                                                                       | 8                                                                                       | 12                                                                                      | 14                                                                                      | 15                                                                                      | 16                                                                                      | 21                                                                                      | 22                                                                                      | 28                                                                                      | 33                                                                                      | 37                                                                                      | 39                                                                                      | 47                                                                                      | uit                                                                                     |

### NPO Radio 2 Top 2000
| Nummer met noteringen in de NPO Radio 2 Top 2000 | '07 | '08 | '09  | '10  |
| ------------------------------------------------ | --- | --- | ---- | ---- |
| All Good Things (Come to an End)                 | 979 | -   | 1745 | 1986 |

1. ↑  Een '-' betekent dat het nummer niet was genoteerd en een vetgedrukt getal geeft de hoogste notering aan.
2. ↑  2007 was het eerste jaar met een notering voor dit nummer.
3. ↑  Deze tabel is bijgewerkt tot en met de laatste editie (2024).